# Good, Bad, but Beautiful
Albums de Shirley Bassey
Live in Japan
(1974) Love Life and Feelings
(1976)
Singles
Good, Bad, but Beautiful est le vingtième album studio de Shirley Bassey, sorti en 1975. Il sort après la déception commerciale de Nobody Does It Like Me. Good, Bad, but Beautiful est classé no 13 au UK Albums Chart et remporte un disque d'argent un mois après sa sortie avec plus de 60 000 exemplaires vendus mais se classe beaucoup moins bien que Never Never Never au Hot Adult Contemporary Tracks (no 54) comme au Billboard 200 (no 186).
L'album contient la chanson Send In the Clowns, extraite de la comédie musicale A Little Night Music de Stephen Sondheim et seul véritable succès populaire du compositeur ; une version personnelle de Sing, extrait de l'émission 1, rue Sésame et popularisée par les Carpenters ; Emotion de Véronique Sanson chantée la même année par Helen Reddy ; Jesse de Janis Ian, All in Love Is Fair de Stevie Wonder et The Way We Were, Golden Globe de la meilleure chanson originale, Oscar de la meilleure chanson originale en 1974 et Grammy Award de la chanson de l'année en 1975 pour Barbra Streisand.
Par contre, ni les singles Good, Bad But Beautiful (UP 35837, avec I'm Nothing Without You en face B) et Living (UP 36007, avec Everything That Touches You en face B) n'entrent au hit-parade.
Good, Bad, but Beautiful sort en 33 tours avec une pochette signée Richard Avedon, cassette audio et cartouche stéréo, puis est réédité par BGO Records avec Never Never Never en double disque compact en 2005.

## Liste des chansons

### Face A
1. Emotion (Patti Dahlstrom, Véronique Sanson)
2. Send In the Clowns (Stephen Sondheim)
3. Good Bad But Beautiful (Clive Westlake)
4. Sing (Joe Raposo)
5. The Way We Were (Marvin Hamlisch, Alan Bergman, Marilyn Bergman)
6. I'll Be Your Audience (Louis Anderson, Becky Hobbs)

### Face B
1. Feel Like Makin' Love (Eugene McDaniels)
2. All in Love Is Fair (Stevie Wonder)
3. Run On And On And On (Marcia Love)
4. The Other Side Of Me (Neil Sedaka)
5. Jesse (Janis Ian)
6. Living (Gilbert Bécaud, Pierre Delanoë, Marcel Stellman)

## Personnel
- Shirley Bassey – chant
- Martin Davis - producteur exécutif
- Arthur Greenslade - arrangements, orchestration
- Del Newman - arrangements
- Martin Rushent – ingénieur du son